# Prix Woltan
Le prix Woltan (월탄문학상) est un prix littéraire sud-coréen créé en 1966.
Il est nommé en l'honneur de l'écrivain Park Chong-hwa dont le nom de plume est « Woltan ». Il récompense chaque année une œuvre dans les domaines de la poésie, du roman ou de la critique.

## Lauréats
| Année | Lauréat                   | Œuvre                                                             | Traduction                 |
| ----- | ------------------------- | ----------------------------------------------------------------- | -------------------------- |
| 1966  | Sung Chunbok              | 공원 파고다                                                       |                            |
| 1967  | Kim Ui-jeong              | 목소리                                                            |                            |
| 1968  | Yi Tan                    | 소등                                                              |                            |
| 1969  | Kim Woo-jong              | 한국현대소설사                                                    |                            |
| 1970  | Yi Beom-seon              | 청대문집 개                                                       |                            |
| 1971  | Kim Yun-seong             | 예감                                                              |                            |
| 1972  | Park Kyung-ni             | 토지                                                              | La terre                   |
| 1973  | Hwang Geum-chan           | 오후의 한강                                                       |                            |
| 1974  | Yun Byeong-no             | 韓國現代批評文學序說(한국현대비평문학서설),現代作家論(현대작가론) |                            |
| 1975  | Choi Il-nam               | 서울사람들                                                        |                            |
| 1976  | Park Hee-jin              | 빛과 어둠의 사이                                                  |                            |
| 1977  | Kim Hu-ran                | 어떤 파도                                                         | Une vague                  |
| 1978  | Kim Yeo-jeong             | 겨울새                                                            |                            |
| 1979  | Yi Seong-gyo              | 눈 온날 저녁                                                      |                            |
| 1980  | Yun Jaeg-eun              | 한국시문학비평                                                    |                            |
| 1981  | Sin Dong-han, Kim Guk-tae | 비평문학산책(신동한),단편귀는 왜 줄창 열려 있나(김국태)           |                            |
| 1982  | Cheon Idu                 | 문학과 시대                                                       |                            |
| 1983  | Seo Jeong-in              | 철쭉제                                                            | Le festival des azalées    |
| 1984  | Chyung Jinkyu             | 연필로 쓰기                                                       |                            |
| 1985  | Heo Yeong-ja              | 그 어둠과 빛의 사랑                                               |                            |
| 1986  | Kim Yong-un               | 고향                                                              |                            |
| 1987  | Park Je-chun              | 어둠보다 멀리                                                     | Plus loin que les ténèbres |
| 1988  | Shin Dong-wook            | 삶의 투시로서의 문학                                              |                            |
| 1989  | Gu Hye-yeong              |                                                                   |                            |
| 1990  | Gang Gye-sun              | 익명의 편지                                                       |                            |
| 1991  | Hong Yungi                | 시인의 편지                                                       |                            |
| 1992  | Gu In-hwan                | 장편동트는 여명                                                   |                            |
| 1993  | Oh Chan-sik               | 단편맥                                                            |                            |
| 1994  | Jung Soseong              | 대동여지도, Daedongyeojido                                        |                            |
| 1995  | Sung Chan-gyeong          | 묵극                                                              | Pantomime                  |
| 1996  | Kim Ji-yeon               | 중단편어머니의 고리                                               |                            |
| 1997  | Wang Su-yeong             | 죠오센진의 흉터                                                   |                            |
| 1998  | Lee Dong-hee              | 대하소설땅과 흙                                                   |                            |
| 1999  | Gang Woo-sik              | 바보 산수                                                         |                            |
| 2000  | Yoo An-jin                | 봄비 한 주머니                                                    |                            |
| 2001  | Kim Gu-yong               | 김구용 문학전집                                                   |                            |